# Eystur község
Eystur község (feröeriül: Eysturkommuna, jelentése Keleti község) egy község Feröeren. Eysturoy keleti részén fekszik. A Føroya Kommunufelag önkormányzati szövetség tagja.

## Történelem
2009. január 1-jén jött létre Gøta község és Leirvík község összeolvadásával.

## Önkormányzat és közigazgatás

### Települések
| Település                 | Népesség | Mióta a község része | Előző község   | Megjegyzés         |
| ------------------------- | -------- | -------------------- | -------------- | ------------------ |
| Gøtugjógv                 | 44       | 2009. január 1.      | Gøta község    |                    |
| Leirvík                   | 971      | 2009. január 1.      | Leirvík község |                    |
| Norðragøta                | 659      | 2009. január 1.      | Gøta község    | A község székhelye |
| Syðrugøta                 | 453      | 2009. január 1.      | Gøta község    |                    |
| Undir Gøtueiði (Gøtueiði) | 29       | 2009. január 1.      | Gøta község    |                    |

### Polgármesterek
- Jóhan Christiansen (2009–)[7]